# Ancyluris phonia
Ancyluris phonia är en fjärilsart som beskrevs av Hans Ferdinand Emil Julius Stichel 1909. Ancyluris phonia ingår i släktet Ancyluris och familjen Riodinidae. Inga underarter finns listade i Catalogue of Life.